# 观鸟大年
观鸟大年，主要指观鸟者之间非正式的一种观鸟竞赛，内容是比较谁能在一年以内在一个特定的范围内通过目视或听声音的方式辨识出更多的鸟种。观鸟大年的地理范围既可以是美国或加拿大的一个州或省，也可以是整个世界、美国内陆的48个州或者美国鸟类学会官方规定的区域（ABA区域），它包括美国大陆的49个州、 加拿大、法国岛屿圣皮埃尔和密克隆群岛，加上距海岸线200英里的海域，如果和海岸对面的国家的距离不到400英里，那其认可的海域是二者距离的一半。百慕大群岛，巴哈马群岛，夏威夷和格陵兰岛不在ABA的范围内。

## 历史
1934年，罗杰·托瑞·彼得森出版了第一本现代的野外观鸟指南，这本书的广泛发表真正意义上变革了观鸟活动。当然，在那个时代大多数的观鸟者并不会经常进行大范围的观鸟旅行。已知最早的个人野外观鸟大年记录由一个叫盖·爱默生的旅行商人完成，他按照北美不同地区的最佳观鸟季来安排自己的商务旅行。他最好的一年是1939年，那一年他看到了497种鸟。直到1952年，这个记录才被一个叫鲍勃·斯玛特的观鸟者打破，他看到了515种鸟。
1953年，罗杰·托瑞·彼得森和詹姆斯·费希尔进行了一场长达30000英里公路旅行，去参观北美的各个荒野。1955年，他们发表了记录他们旅行的图书和纪录片，都叫做《野性美国》。在这本书的一个脚注中彼得森提到：“我的大年”在1953年是572。这个记录在1956年被的25岁的英国人斯图尔特·斯基刷新，他沿着彼得森和费希尔的足迹，列出了594种鸟。斯基的记录保持了15年。1971年，18岁的宾夕法尼亚高中生泰德·派克在他高中的最后一个学期大范围的记录了北美西海岸的鸟类。那年9月，派克入学了图森市的亚利桑那大学，在那里，他发现几十个美国西南部和太平洋海岸的特有种。最后，他带着627种鸟的记录结束了他的大年。
1973年，肯恩·考夫曼和另一个观鸟者弗洛伊德·默多克向派克的记录发起挑战。根据《金鸟大道》的记录，他们都大幅打破了的旧的纪录。默多克在新描述ABA地区(本质上就是墨西哥以北的北美地区)目击到了669种鸟类，在那个区域考 夫曼则看到了666种。考夫曼建立了一个671种的全新纪录（但是其中5种鸟目击于位置特殊的下加利福尼亚州）。默多克的记录被詹姆·M·艾德曼在1979年打破，根据艾德曼在他的游记《呼叫鸟人》中的记录，他看到了699种鸟同时旅行了161332英里(其中137145英里飞行，20305英里乘车，3337英里乘船，160骑自行车和385英里徒步)。本顿·巴沙姆在1983年超越了艾德曼，他看到了710种鸟。
1987年，又出现了两位竞争者同时挑战观鸟大年的情况，史蒂夫·佩里带着711的记录结束了他的大年，而桑迪·克米特创造了一个721的全新记录。1992年，比尔·里戴尔认真的挑战了这个记录，但他的记录最终停留在了714。
1998年同时出现了三位观鸟大年强劲挑战者，他们分别是记录保持者桑迪·克米特，艾尔·拉凡登和格雷格·米勒。他们在同一年向克米特之前创造的721的记录发起了挑战。最终克米特保住了自己的荣誉，他提交了一份745（+3）的鸟单，最终委员会承认了他修订后的748的记录。这三人成为了马克·欧布马西克的非虚构小说《观鸟大年》的原型，二十世纪福克斯根据这部小说改编的同名电影《观鸟大年》于2011年上映。
2005年，琳恩·巴柏进行了一次得克塞斯州的观鸟大年，并且记录到了522种鸟。2008年，她挑战了ABA区域的观鸟大年，记录到723种鸟。
同一年，在英国，两个绿色骑行观鸟者，英国诺福克的克里斯·米尔斯和汉普郡的西蒙·伍利展开了一场观鸟竞赛，他们约定这一年他们观鸟途中只以自行车为交通工具，后来他们成为了英国“绿色观鸟大年”的记录保持者。那一次，克里斯·米尔斯以251的记录赢得了比赛。
从2007年夏天开始，少年马尔科姆·布思罗伊德和他的父母计划花一整年骑行一万英里去寻找400种鸟，这趟旅程的特殊性在于他们决定在途中不使用任何化石燃料。他们从家乡育空地区出发，沿着太平洋，从阿肯色州绕回德克萨斯，赶上那里的春季迁徙，然后向西前往佛罗里达。他们把这种尝试成为“迁徙年”（bird day）,而非“大年”（big day）。最终他们的行程超过一万三千英里，记录到了538种鸟，为鸟类保护工作募集到程超过一万三千英里，记录到了538种鸟，为鸟类保护工作募了超过25000美元。
2010年，北卡尔罗莱纳州教堂山的鸟人克里斯•希特出发在美国48个州（不包括阿拉斯加，夏威夷和加拿大）寻找尽可能多的鸟类，他成为了第一个在48个州区域看到700+种鸟的观鸟者，最后他记录到了704种。同年，维吉尼亚鸟友鲍勃·阿克创造了历史第二多的大年记录，一共731个鸟种记录。在没有1998年那样独特的天气影响下，这同样是一个卓越的创举。同样是这年，约翰·斯帕尔以704的记录结束了他的观鸟大年。
科罗拉多州鸟人约翰·范德普尔在2011年开始了他的大年，那一年里，他在11月前便看到了700种鸟，他被认为是桑迪·克米特的记录的有力挑战者，同时有报道称他是历史上最快看到第700种鸟的观鸟者。然而最终范德普尔只看到了743种鸟，离克米特的记录只差1种。
2013年，马萨诸塞州的观鸟者尼尔·海沃德完成了他在ABA区域的观鸟大年。8月9日，他便看到了他的第700种鸟，比2011年约翰·范德普尔的速度还快了整整两个星期。最终他带着747种附加3种（棕颈林秧鸡、欧亚红尾鸲和雀鹰）的记录结束了那一年，最后棕颈林秧鸡和欧亚红尾鸲被国家鸟类协会（ABA）接受，创造了749的全新ABA大年记录。后来雀鹰的记录也被阿拉斯加的鸟类名录委员会认可。他的书籍《随波逐鸟》记录他那一年的故事。
2014年是世界上第一个州际的绿色观鸟大年，完成者是多里安·安德森，这是一种把对环境的影响降到最低的大年玩法。安德森在这一年进行了各种极端的尝试，他独自环绕美国骑行了17830英里，使用自制的能源，在途中他拒绝乘坐任何机动交通工具，甚至轮渡，为此他有时不得不沿着河流骑行数百英里。途中他曾经经历了一次车祸，耽误了很长时间，但是他的冒险没有给他带来严重的伤害，这已经算是一个小小的奇迹。在这样的情况，安德森在美国的公路上看到了617种鸟，如果在美国首次发现的红脚旋蜜雀被ABA认可，他的记录会是618。不仅如此，他在他的途中还为鸟类栖息地的保护工作募集到了49000美元的资金，这甚至是超越观鸟本身的一个成就。
2015年，俄勒冈州鸟人诺亚·史塞克进行了一次全球的观鸟大年，他的目标是在一年之内看到至少5000种鸟，这个数字基本上是全球全部鸟种的一半。2015年9月16日，他在斯里兰卡看到了他的第342种鸟斯里兰卡蟆口鸱，同时打破了由艾伦•戴维斯和露丝·米勒在2008年创造的全球观鸟大年记录4341。最终他创造了全新的全球观鸟大年记录：6042 。

## 相关书籍
- 《Wild America》 (1955) by Roger Tory Peterson & James Fisher
- 《Call Collect, Ask for Birdman 》(1980) by James M. Vardaman
- 《Looking for the Wild 》(1986) by Lyn Hancock
- 《The Loonatic Journals 》(1987) by Steven Perry
- 《Birding's Indiana Jones: A Chaser's Diary 》(1990) by Sandy Komito
- 《The Feather Quest 》(1992) by Pete Dunne
- 《A Year for the Birds 》(1995) by William B. Rydell, Jr.
- 《Kingbird Highway: The Story of a Natural Obsession That Got a Little Out of Hand 》(1997) by Kenn Kaufman
- 《I Came, I Saw, I Counted 》(1999) by Sandy Komito
- 《Chasing Birds Across Texas: A Birding Big Year 》(2003) by Mark T. Adams
- 《The Big Year: A Tale of Man, Nature, and Fowl Obsession 》(2004) by Mark Obmascik (later the basis for a 2011 comedy film distributed by 20th Century Fox)
- 《Return to Wild America: A Yearlong Search for the Continent's Natural Soul 》(2005) by Scott Weidensaul
- 《The Big Twitch (2005) by Sean Dooley 》(an Australian "Big Year")
- 《The Biggest Twitch: Around the World in 4,000 Birds 》(2010) by Alan Davies and Ruth Miller
- 《Extreme Birder: One Woman's Big Year》(2011) by Lynn E. Barber
- 《Lost Among the Birds: Accidentally Finding Myself in One Very Big Year 》(2016) by Neil Hayward